# Comeglians
Comeglians (Plodarisch/Sappadino: Komerion) ist eine Gemeinde in der italienischen Region Friaul-Julisch Venetien mit 424 Einwohnern (Stand 31. Dezember 2023).
Comeglians grenzt an die Gemeinden Ovaro, Paluzza, Prato Carnico, Ravascletto und Rigolato.